# 舟形駅
舟形駅（ふながたえき）は、山形県最上郡舟形町にある、東日本旅客鉄道（JR東日本）奥羽本線の駅である。「山形線」の愛称区間に含まれている。

## 歴史

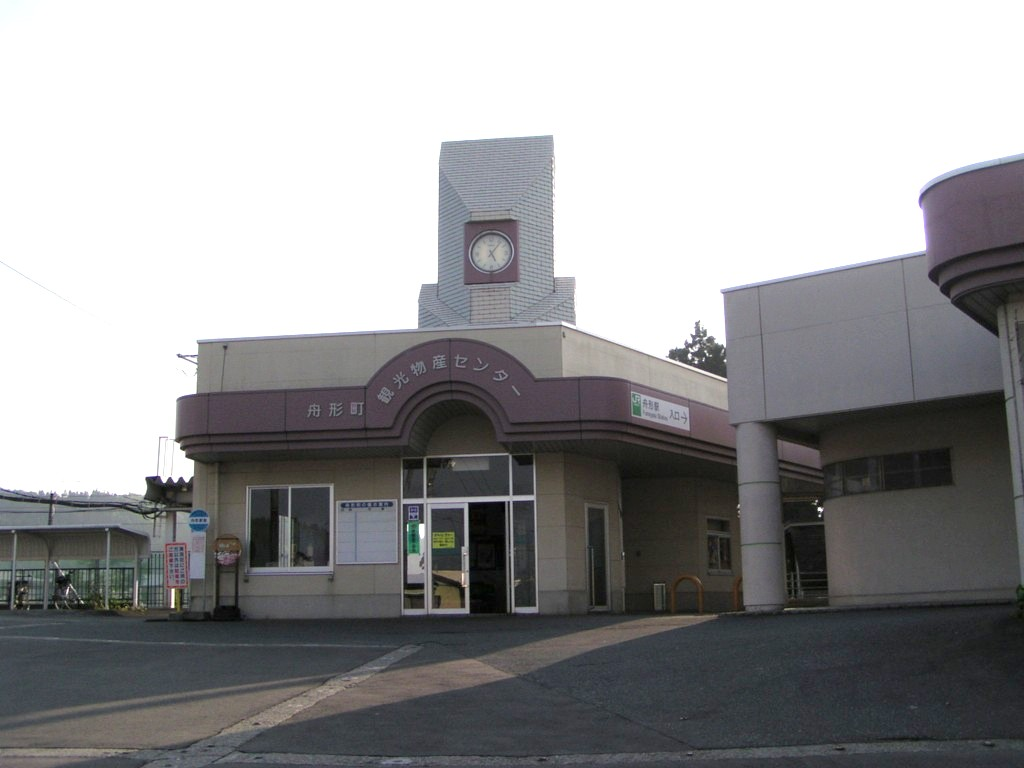
増築前の駅外観
（2005年5月）

- 1902年（明治35年）7月21日：奥羽南線大石田 - 舟形間開通と共に開業[2][3]。
- 1956年（昭和31年）1月27日：貨物ホームの拡張が落成[4][新聞 1]。
- 1975年（昭和50年）9月10日：貨物の取り扱いを廃止[2][3]。
- 1978年（昭和53年）2月5日：荷物の扱いを廃止[5]。無人化[3][6]（簡易委託化）。
- 1987年（昭和62年）4月1日：国鉄分割民営化により、東日本旅客鉄道（JR東日本）の駅となる[2]。
- 1993年（平成5年）4月1日：現在の駅舎が完成[新聞 2][新聞 3]。名称を舟形町観光物産センターとする。
- 2014年（平成26年）3月23日：縄文の女神が国宝に指定されたことに伴い、駅舎を増築[新聞 4]。名称を舟形町観光物産センターめがみに改称[新聞 4]。
- 2024年（令和6年）10月1日：えきねっとQチケのサービスを開始[1][報道 1]。

## 駅構造
単式ホーム2面2線を有する地上駅である。元々は2面3線であったが、中線が撤去された。跨線橋が1本あるが、これは2つのホームを結ぶだけでなく駅の裏手にも伸びており、自由通路の役割も果たしている。
新庄駅管理の簡易委託駅である。厳密に言えば当駅には駅舎がなく、舟形町の医療サービスセンターと観光物産センターの間の隙間が駅の出入り口となっているが、観光物産センターには待合所と出札窓口（平日のみ切符の販売を実施）があり、事実上の駅舎となっている。この観光物産センターには舟形町を紹介する展示もある。
当駅の芦沢駅方が複線、新庄駅方が単線である。

### のりば
| 番線 | 路線    | 方向 | 行先     |
| ---- | ------- | ---- | -------- |
| 1    | ■山形線 | 上り | 山形方面 |
| 2    | ■山形線 | 下り | 新庄方面 |

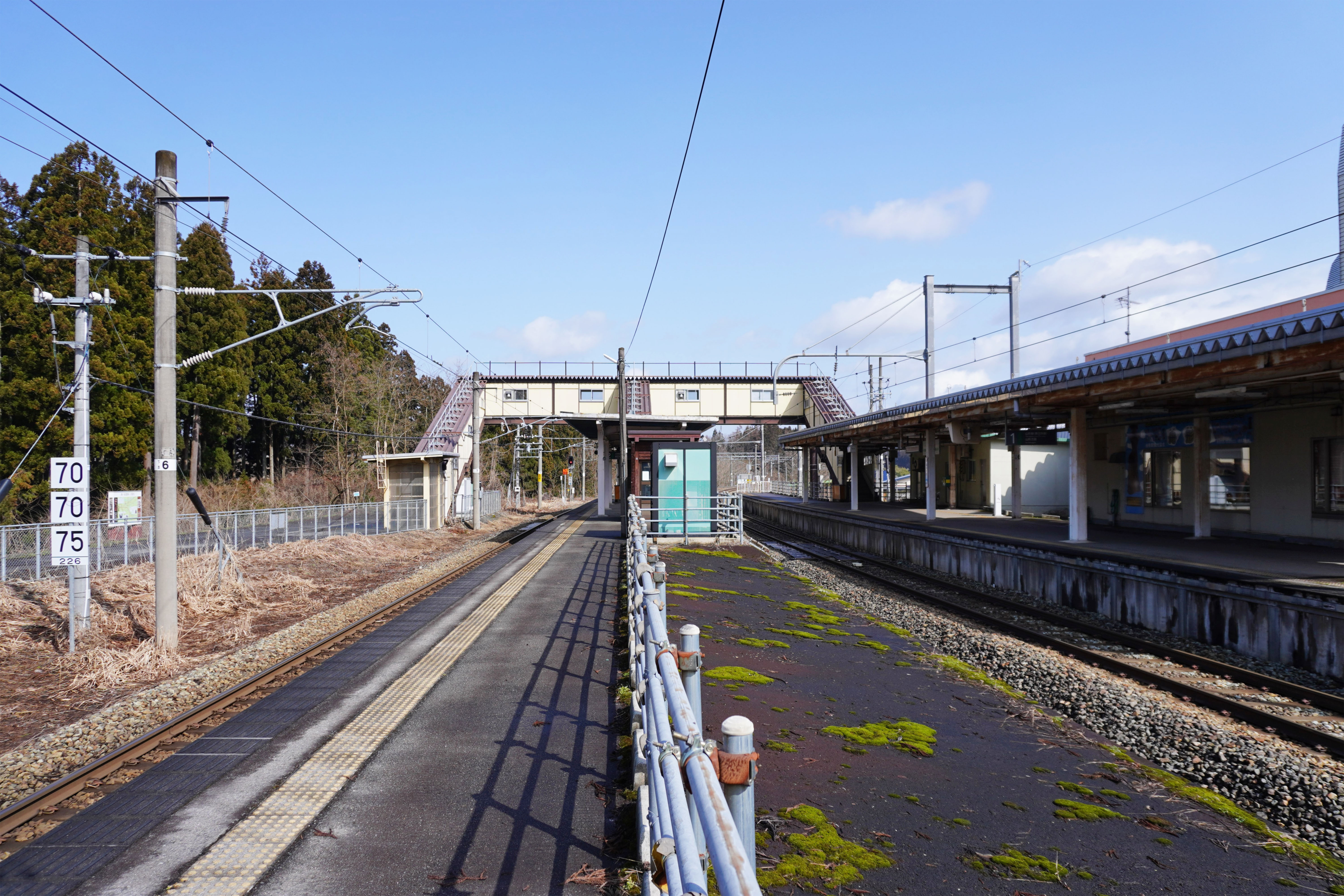
ホーム（2024年3月）

## 利用状況
JR東日本によると、2023年度（令和5年度）の1日平均乗車人員は62人である。
2000年度（平成12年度）以降の推移は以下のとおりである。
| 1日平均乗車人員推移 | 1日平均乗車人員推移 | 1日平均乗車人員推移 | 1日平均乗車人員推移 | 1日平均乗車人員推移 |
| 年度                | 定期外              | 定期                | 合計                | 出典                |
| ------------------- | ------------------- | ------------------- | ------------------- | ------------------- |
| 2000年（平成12年）  |                     |                     | 176                 | [ 利用客数 2 ]      |
| 2001年（平成13年）  |                     |                     | 183                 | [ 利用客数 3 ]      |
| 2002年（平成14年）  |                     |                     | 186                 | [ 利用客数 4 ]      |
| 2003年（平成15年）  |                     |                     | 183                 | [ 利用客数 5 ]      |
| 2004年（平成16年）  |                     |                     | 180                 | [ 利用客数 6 ]      |
| 2005年（平成17年）  |                     |                     | 155                 | [ 利用客数 7 ]      |
| 2006年（平成18年）  |                     |                     | 140                 | [ 利用客数 8 ]      |
| 2007年（平成19年）  |                     |                     | 129                 | [ 利用客数 9 ]      |
| 2008年（平成20年）  |                     |                     | 119                 | [ 利用客数 10 ]     |
| 2009年（平成21年）  |                     |                     | 109                 | [ 利用客数 11 ]     |
| 2010年（平成22年）  |                     |                     | 101                 | [ 利用客数 12 ]     |
| 2011年（平成23年）  |                     |                     | 98                  | [ 利用客数 13 ]     |
| 2012年（平成24年）  | 15                  | 67                  | 83                  | [ 利用客数 14 ]     |
| 2013年（平成25年）  | 14                  | 82                  | 96                  | [ 利用客数 15 ]     |
| 2014年（平成26年）  | 17                  | 73                  | 91                  | [ 利用客数 16 ]     |
| 2015年（平成27年）  | 17                  | 66                  | 83                  | [ 利用客数 17 ]     |
| 2016年（平成28年）  | 18                  | 66                  | 84                  | [ 利用客数 18 ]     |
| 2017年（平成29年）  | 16                  | 68                  | 84                  | [ 利用客数 19 ]     |
| 2018年（平成30年）  | 15                  | 71                  | 86                  | [ 利用客数 20 ]     |
| 2019年（令和元年）  | 16                  | 61                  | 77                  | [ 利用客数 21 ]     |
| 2020年（令和02年）  | 8                   | 51                  | 59                  | [ 利用客数 22 ]     |
| 2021年（令和03年）  | 9                   | 49                  | 58                  | [ 利用客数 23 ]     |
| 2022年（令和04年）  | 9                   | 57                  | 67                  | [ 利用客数 24 ]     |
| 2023年（令和05年）  | 9                   | 52                  | 62                  | [ 利用客数 1 ]      |

## 駅周辺
駅脇に舟形町の医療サービスセンターがあるため、駅前に薬局がある。駅前から商店や民家の並ぶ通りが続いており、その通りを数分歩くと国道13号にぶつかり、駅前通との十字路付近が、舟形町役場などがある中心部である。国道13号線沿いには山交バス舟形十字路バス停があり、特急48ライナー（仙台駅前行）、TOKYOサンライズ号（東京駅行）が停車する。なお、陸羽東線南新庄駅方面へはこの山交バスのほうが早く着き、安い。
- 舟形町役場
- 猿羽根山地蔵尊 - 日本3大地蔵尊の一つ。
- アユパーク舟形 - 河川公園。
- 舟形町歴史民俗資料館
- 舟形郵便局
- 舟形町立舟形中学校
- 舟形町立舟形小学校
- 新庄警察署舟形駐在所
- 最上小国川
- 国道13号
- 山交バス「舟形十字路」停留所 - 新庄、仙台、東京行きバス

## その他
「JR・私鉄全線各駅停車3 奥羽・羽越480駅」（小学館、1993年刊）のカラーページに旧駅舎時代の窓口風景と背中を向けて事務作業をしている委託駅員の姿が掲載されている。委託駅員によると、山形市内の書店でたまたま購入した舟形町民によって、初めて掲載されていることを知ったとのこと。その後、舟形町は公費で同書を3冊購入して、当駅にも置いてある。

## 隣の駅
東日本旅客鉄道（JR東日本）
■山形線（奥羽本線）
芦沢駅 - 舟形駅 - *（鳥越信号場） - 新庄駅
*打消線は廃止信号場

### 記事本文

#### 報道発表資料
1. ↑  「Suicaエリア外もチケットレスで! 東北エリアから「えきねっとQチケ」がはじまります (PDF)」（プレスリリース）、東日本旅客鉄道、2024年7月11日。2024年8月4日閲覧。

#### 新聞記事
1. ↑  「船形駅でホーム増設」『読売新聞』1956年2月6日、山形読売。
2. ↑  「老朽舟形駅が華麗に変身 山形・舟形町 物産・医療2センターを併設 医師が常駐し診療 2億4000万で町が改築 観光の拠点にも」『河北新報』河北新報社、1993年4月3日。
3. ↑  「駅すてーしょん 舟形（奥羽本線）」『交通新聞』交通新聞社、1994年7月13日、2面。
4. 1 2  「食の祭典：新しい「特産品」披露 舟形で23日」『毎日新聞』毎日新聞社、2014年3月20日、朝刊、地方版・山形、25面。

### 利用状況
1. 1 2  「各駅の乗車人員 2023年度 101位以下（8）| 企業サイト：JR東日本」東日本旅客鉄道。2025年7月28日閲覧。
2. ↑  「JR東日本：各駅の乗車人員（2000年度）」東日本旅客鉄道。2025年7月28日閲覧。
3. ↑  「JR東日本：各駅の乗車人員（2001年度）」東日本旅客鉄道。2025年7月28日閲覧。
4. ↑  「JR東日本：各駅の乗車人員（2002年度）」東日本旅客鉄道。2025年7月28日閲覧。
5. ↑  「JR東日本：各駅の乗車人員（2003年度）」東日本旅客鉄道。2025年7月28日閲覧。
6. ↑  「JR東日本：各駅の乗車人員（2004年度）」東日本旅客鉄道。2025年7月28日閲覧。
7. ↑  「JR東日本：各駅の乗車人員（2005年度）」東日本旅客鉄道。2025年7月28日閲覧。
8. ↑  「JR東日本：各駅の乗車人員（2006年度）」東日本旅客鉄道。2025年7月28日閲覧。
9. ↑  「JR東日本：各駅の乗車人員（2007年度）」東日本旅客鉄道。2025年7月28日閲覧。
10. ↑  「JR東日本：各駅の乗車人員（2008年度）」東日本旅客鉄道。2025年7月28日閲覧。
11. ↑  「JR東日本：各駅の乗車人員（2009年度）」東日本旅客鉄道。2025年7月28日閲覧。
12. ↑  「JR東日本：各駅の乗車人員（2010年度）」東日本旅客鉄道。2025年7月28日閲覧。
13. ↑  「JR東日本：各駅の乗車人員（2011年度）」東日本旅客鉄道。2025年7月28日閲覧。
14. ↑  「JR東日本：各駅の乗車人員（2012年度）」東日本旅客鉄道。2025年7月28日閲覧。
15. ↑  「各駅の乗車人員 2013年度 ベスト100以外（9）：JR東日本」東日本旅客鉄道。2025年7月28日閲覧。
16. ↑  「各駅の乗車人員 2014年度 ベスト100以外（9）：JR東日本」東日本旅客鉄道。2025年7月28日閲覧。
17. ↑  「各駅の乗車人員 2015年度 ベスト100以外（9）：JR東日本」東日本旅客鉄道。2025年7月28日閲覧。
18. ↑  「各駅の乗車人員 2016年度 ベスト100以外（9）：JR東日本」東日本旅客鉄道。2025年7月28日閲覧。
19. ↑  「各駅の乗車人員 2017年度 ベスト100以外（9）：JR東日本」東日本旅客鉄道。2025年7月28日閲覧。
20. ↑  「各駅の乗車人員 2018年度 ベスト100以外（8）：JR東日本」東日本旅客鉄道。2025年7月28日閲覧。
21. ↑  「各駅の乗車人員 2019年度 ベスト100以外（8）：JR東日本」東日本旅客鉄道。2025年7月28日閲覧。
22. ↑  「各駅の乗車人員 2020年度 101位以下（8）| 企業サイト：JR東日本」東日本旅客鉄道。2025年7月28日閲覧。
23. ↑  「各駅の乗車人員 2021年度 101位以下（8）| 企業サイト：JR東日本」東日本旅客鉄道。2025年7月28日閲覧。
24. ↑  「各駅の乗車人員 2022年度 101位以下（8）| 企業サイト：JR東日本」東日本旅客鉄道。2025年7月28日閲覧。